# Equacions de Bloch

Sota l'efecte del camp extern B, el vector de magnetització M es relaxa fins a la seva configuració d'equilibri precedint al voltant del camp magnètic.

En física i química, concretament en ressonància magnètica nuclear (RMN), imatges per ressonància magnètica (MRI) i ressonància de spin electrònic (ESR), les equacions de Bloch són un conjunt d'equacions macroscòpiques que s'utilitzen per calcular la magnetització nuclear M = (Mx, My, Mz) en funció del temps quan hi ha temps de relaxació T1 i T₂. Aquestes són equacions fenomenològiques que van ser introduïdes per Felix Bloch l'any 1946. De vegades s'anomenen equacions de moviment de magnetització nuclear. Són anàlegs a les equacions de Maxwell-Bloch.
Sigui M(t) = (Mx(t), My(t), Mz(t)) la magnetització nuclear. Aleshores les equacions de Bloch diuen:
{\displaystyle {\frac {dM_{x}(t)}{dt}}=\gamma (\mathbf {M} (t)\times \mathbf {B} (t))_{x}-{\frac {M_{x}(t)}{T_{2}}}}
{\displaystyle {\frac {dM_{y}(t)}{dt}}=\gamma (\mathbf {M} (t)\times \mathbf {B} (t))_{y}-{\frac {M_{y}(t)}{T_{2}}}}
{\displaystyle {\frac {dM_{z}(t)}{dt}}=\gamma (\mathbf {M} (t)\times \mathbf {B} (t))_{z}-{\frac {M_{z}(t)-M_{0}}{T_{1}}}}
on γ és la relació giromagnètica i B(t) = (Bx(t), By(t), B0+ΔBz(t)) és el camp magnètic experimentat pels nuclis. La component z del camp magnètic B es compon de vegades de dos termes:
- un, B0, és constant en el temps,
- l'altre, ΔBz(t), pot dependre del temps. Està present en imatges de ressonància magnètica i ajuda amb la descodificació espacial del senyal de RMN.

M(t)×B(t) és el producte creuat d'aquests dos vectors. M0 és la magnetització nuclear en estat estacionari (és a dir, per exemple, quan t → ∞); està en la direcció z.